# Araneus v-notatus
Araneus v-notatus este o specie de păianjeni din genul Araneus, familia Araneidae. A fost descrisă pentru prima dată de Thorell, 1875. Conform Catalogue of Life specia Araneus v-notatus nu are subspecii cunoscute.